# Antonio Bertoloni
Antonio Bertoloni, född 11 februari 1775, död 17 april 1869, var en italiensk botanist.
Bertoloni, som var professor i Bologna, utgav förutom landskapsfloror över Italien ett brett anlagt, monumentalt verk, Flora italica (10 band, 1833–1854).
Auktorsnamnet Bertol. kan användas för Antonio Bertoloni i samband med ett vetenskapligt namn inom botaniken; se Wikipediaartiklar som länkar till auktorsnamnet.